# Blue Peacock
Blue Peacock – Niebieski Paw (wcześniej nazwany Blue Bunny – Niebieski Królik, a pierwotnie Brown Bunny – Brązowy Królik) – brytyjski program jądrowej broni taktycznej z lat 50. XX wieku.
Zamierzeniem programu było umieszczenie w Niemczech odpowiedniej liczby ładunków atomowych (min) o sile dziesięciu kiloton, które miały zostać umieszczone na Nizinie Północnoniemieckiej i w razie sowieckiej inwazji miały zostać zdetonowane impulsem elektrycznym albo automatycznie po upływie ośmiu dni, aby nie tylko zniszczyć urządzenia i instalacje na dużej powierzchni, ale także uniemożliwić wrogowi zajęcie danego obszaru na dłuższy okres z powodu skażenia.

## Projekt techniczny
Projekt ładunków oparty był na niesterowanej bombie jądrowej Blue Danube (Niebieski Dunaj), ale ładunki Blue Peacock ważyły po 7,2 tony. Ich żelazna obudowa była tak duża, że bomba musiała być testowana na otwartej przestrzeni w zalanym wyrobisku żwirowni niedaleko Sevenoaks w hrabstwie Kent. Ponieważ bomba miała pozostać bez nadzoru, zastosowano zabezpieczenia dostępu. Hermetyczna powłoka była napełniona sprężonym powietrzem i wyposażona w czujnik przechylenia. Po uzbrojeniu detonacja bomby miała nastąpić 10 sekund od jej poruszenia, dekompresji powłoki lub zalania wodą.

## Historia Programu
Program był prowadzony przez Królewską Jednostkę Rozwoju Badań Zbrojeniowych (Royal Armament Research and Development Establishment) w 1954 roku w Fort Halstead w hrabstwie Kent.
W czerwcu 1957 roku armia brytyjska (British Army) zamówiła dziesięć ładunków typu Blue Peacock do użytku w Niemczech. Według oficjalnej wersji miały być atomowymi reaktorami mającymi dostarczać energię jednostkom wojskowym na polu bitwy. Ostatecznie brytyjskie Ministerstwo Obrony zrezygnowało z programu w lutym 1958 roku. Stwierdzono, że opad promieniotwórczy, polityczne aspekty niezbędnych przygotowań ludności na zniszczenia oraz zanieczyszczenie terytorium sojusznika niosą zbyt duże ryzyko.

## Ogrzewanie kurczakowe
Jednym z problemów technicznych był fakt, że podczas zimy zakopane urządzenia zbyt szybko wychładzały się, przez co urządzenia elektroniczne bomby mogłyby przestać działać po kilku dniach spędzonych pod ziemią. Rozważano różne rozwiązania problemu, np. użycie powłok izolacyjnych. Wyjątkowo niezwykła propozycja polegała na tym, żeby w mechanizmie umieścić żywe kury. Kury miały być zamknięte wewnątrz powłoki z dostępem do wody i jedzenia; przeżyłyby około tygodnia. Ciepło ich ciał miałoby wystarczyć do utrzymania elementów miny w odpowiedniej temperaturze. Propozycja była do tego stopnia dziwaczna, że kiedy akta Blue Peacock zostały ujawnione 1 kwietnia 2004 roku, wzięto ją za żart primaaprilisowy. Szef działu edukacji w Archiwum Państwowym powiedział mediom, że „Wydaje się to być żartem primaaprilisowym, ale na pewno nim nie jest. Służba cywilna nie robi sobie żartów”.